# Las aguas de Marte
Las aguas de Marte (The Waters of Mars) es el tercero de los especiales 2008-2010 de la serie británica de ciencia ficción Doctor Who, emitido originalmente el 15 de noviembre de 2009 como especial de otoño. Ganó el premio Hugo a la mejor presentación dramática en forma corta, y se dedicó a la memoria de Barry Letts, antiguo guionista y productor de Doctor Who, que falleció en octubre de 2009.

## Argumento
El Décimo Doctor (David Tennant) aterriza la TARDIS en Marte en el año 2059. Mientras explora el paisaje, se cruza con la "Base Bowie Uno", la primera colonia humana en el planeta. La tripulación, liderada por la capitana Adelaide Brooke (Lindsey Duncan), le arresta al verle. Al saber la fecha exacta en que se encuentran, el Doctor recuerda que la base fue destruida por una explosión nuclear sin supervivientes, y el evento provocaría que la humanidad, incluidos los descendientes de Adelaide, se lanzaran a explorar el universo y conocer formas de vida interestelares. De esta manera, la masacre por llegar es un evento "fijo en el tiempo" que no puede cambiar. A regañadientes, se ve arrastrado por los problemas de la base, cuando Adelaide no puede comunicarse con los miembros de la tripulación en el bio-dome.
Allí, encuentran a los dos miembros, quienes han sido infectados por un virus que vive en el agua y que provoca que los cuerpos humanos produzcan grandes cantidades de agua. El virus es inteligente, pues posee a los infectados e intenta enfermar a los otros por contacto con el agua que producen. Uno de los infectados es puesto en cuarentena. Adelaide y el Doctor regresan al centro de mando y sellan la base. Estudiando a la tripulante infectada, el Doctor y Adelaide descubren que el virus desea ir a la Tierra, tan rica en agua, y deben evitarlo por todos los medios. Cuando inspeccionaron el glaciar que es la fuente del agua de la base, el Doctor supone que el virus quedó atrapado allí eones atrás por los Guerreros de Hielo. Adelaide descubre que uno de los filtros no se colocó correctamente, lo que permitió al virus entrar en el suministro de agua del bio-dome. Entonces se da cuenta de que ellos no están infectados todavía, como temía, y ordena que preparen todo para volver en cohete a la Tierra. El Doctor se dispone a marcharse con su traje a la TARDIS, pero Adelaide le detiene y le exige que le revele lo que sabe. Triste, el Doctor le explica el destino que le espera a la base y ellos.
Mientras el Doctor se marcha a la TARDIS, en el comunicador del casco oye que los infectados están entrando en el control central, y que otros, incluido el piloto Ed (Peter O'Brien), también han sido infectados. Ed, antes de perder el control de sí mismo, hace estallar el cohete con él dentro para que el virus se quede atrapado en Marte. Mientras Adelaide y los dos últimos supervivientes, Yuri (Aleksander Mikic) y Mia (Gemma Chan), quedan atrapados por el agua, el Doctor toma una decisión y regresa a la base, ralentizando el avance de los infectados y, cuando Adelaide inicia la secuencia de autodestrucción de la base, usa el robot de exploración ARTEFACTO para traer la TARDIS a la base y evacuarlos a todos antes de la destrucción.
La TARDIS se materializa en la Tierra, frente a la casa de Adelaide. Yuri va a ayudar a la traumatizada Mia, mientras Adelaide le pregunta al Doctor por qué les salvó. Él les explica que antes esas acciones las prohibían los Señores del Tiempo, pero ahora, como último Señor del Tiempo, puede usar su poder para asegurar la supervivencia de las figuras importantes como Adelaide, además de la "gente insignificante" que ha rescatado anteriormente. Adelaide queda agraviada y cuestiona la autoridad del Doctor para decidir quién vive y quién muere, y el Doctor afirma que él es el único superviviente de la Guerra del Tiempo y que es "el Señor del Tiempo victorioso". Adelaide se gira, entra en casa y se suicida con su propia pistola.
El Doctor se gira en shock y se da cuenta de que Adelaide se ha asegurado de que la historia no cambie, salvo por Yuri y Mia como testigos del destino de la Base Bowie Uno. El Doctor queda embargado por la emoción mientras las últimas palabras de Adelaide resuenan en su mente ("el Señor del Tiempo victorioso está mal"). Entonces, en la calle aparece Ood Sigma. Aterrorizado, el Doctor lo ve como un mensaje y dice: "He ido demasiado lejos". Después le pregunta si le ha llegado su hora de morir. Sin respuesta, Sigma desaparece, y el Doctor vuelve a la TARDIS donde suena el sonido de la campana de emergencia. Con un desafiante "¡No!", empieza a operar los controles.

### Continuidad
Los Guerreros de Hielo son una raza alienígena de origen marciano procedente de la serie clásica, donde aparecieron en The Ice Warriors, The Seeds of Death, The Curse of Peladon y The Monster of Peladon. En la serie moderna aparecerían en La Guerra Fría. En este episodio el Doctor especula con que hayan sido ellos los que congelaron la infección acuática para evitar que se extendiera.
El Doctor menciona los eventos de Los fuegos de Pompeya, diciendo que ambos eventos eran puntos fijos en el tiempo. Adelaide aparece en flashback de pequeña durante los eventos de La Tierra robada, cuando su padre la escondió en el ático para salvarla de los Daleks. Aunque un Dalek la vio a través de la ventana del ático, no la atacó. El Doctor supone que el Dalek dejó a Adelaide porque se dio cuenta de que su muerte era un punto fijo en el tiempo.
El Doctor hace referencia a la profecía de Carmen de que "llamará cuatro veces", que le hizo al final de El planeta de los muertos. Antes de la destrucción final de la base, uno de los infectados golpea una puerta de seguridad tres veces, y el Doctor electrifica la puerta para evitar que el infectado golpee una cuarta vez.

## Producción
Las aguas de Marte se concibió originalmente como especial de Navidad, con el título Navidades rojas. En el episodio acompañante de Doctor Who Confidential, se confirmó que el nombre de la base, Base Bowie Uno, está basada en David Bowie, autor e intérprete de Life on Mars?.
La productora Nikki Wilson describió a la capitana Adelaide Brooke, interpretada por la actriz Lindsay Duncan, como "la acompañante más inteligente y fuerte hasta la fecha". David Tennant dijo, "Bueno, no es realmente una acompañante como otras del pasado... Desconfía mucho del Doctor; no es el tipo de persona a la que imaginarías uniéndose a él y marchándose en una puesta de sol... es una especie de la alfa del equipo en realidad. Así que el Doctor debe aprender a llevar un papel bastante diferente cuando está junto a ella".

## Emisión y recepción
Según las mediciones nocturnas de audiencia, 9,1 millones de personas vieron Las aguas de Marte. Tuvo una puntuación de apreciación de 88 (considerada excelente). Las mediciones definitivas señalaron que el episodio tuvo una audiencia de 10,32 millones de espectadores, siendo el quinto programa más visto de la semana.
La recepción de la crítica fue en general positiva. Sam Wollaston de The Guardian alabó al episodio por mostrar "un lado del Doctor... que no habíamos visto nunca antes, indeciso, confuso, y a veces simplemente equivocado", y la interpretación de Tennant en conjunto está trayendo "humanidad y humor al personaje", siendo su única crítica "el irritante pequeño robot, Artefacto". Aunque Robert Colville del Daily Telegraph criticó "las evidentes inconsistencias" entre este episodio y las frecuentes intervenciones históricas del Doctor en el pasado, alabó el escenario por "permitirnos ver a Tennant luchar contra su conciencia y curiosidad... en lo que es una progresión lógica del personaje". Como Wollaston, Colville "no estaba seguro de qué habrían sacado de él los niños, pero coloca el escenario de forma intrigante ante la aventura final de Tennant en dos partes". Sam McPherson de Zap2it lo nombró el quinto mejor episodio del Décimo Doctor, describiéndolo como "divertido" y "oscuro" y señalando el desarrollo del personaje del Doctor.
Las aguas de Marte ganó en 2010 el premio Hugo a la mejor presentación dramática en forma corta, compitiendo contra otros dos de los especiales, El siguiente Doctor y El planeta de los muertos.